# Propietats de l'aigua
L'aigua és el compost més abundant sobre la superfície terrestres i cobreix un 70% del planeta. A la natura l'aigua existeix en els tres estats: líquid, sòlid i gasós. Es troba en equilibri dinàmic entre el líquid (aigua líquida) i el gas (vapor d'aigua) a la temperatura i pressió estàndards. A temperatura ambient és una substància inodora i insípida i gairebé incolora amb un lleuger color tenyit de blau.
Moltes substàncies es dissolen en l'aigua i aquesta s'anomena sovint com el solvent universal. Per això l'aigua en la natura i en el seu ús rarament és pura i algunes de les seves propietats poden variar lleugerament respecte a les de la substància en estat pur. Tanmateix hi ha molts compostos que són essencialment, si no completament, insolubles en l'aigua. L'aigua és l'única substància comuna que es troba de manera natural en els tres estats de la matèria i és essencial per la vida a la Terra. El cos humà està compost del 55% al 78% d'aigua.

## Nom sistemàtic de l'aigua
El nom acceptat en la nomenclatura acceptada de la IUPAC per l'aigua és oxidan, (en anglès: oxidane) o simplement water, o els seus equivalents en els diferents idiomes, tanmateix hi ha altres noms sistemàtics que es poden utilitzar per descriure la molècula d'aigua.
El nom sistemàtic més simple per a l'aigua és òxid d'hidrogen. Aquest nom és anàleg a compostos relacionats com peròxid d'hidrogen, sulfur d'hidrogen, i òxid de deuteri (aigua pesant). L'altre nom sistemàtic, oxidan, és acceptat per la IUPAC com un nom derivat del nom sistemàtic pels grups substituents basats en l'oxigen, però tenen altres noms recomanats. Per exemple, el nom hidroxil es recomana per davant d'oxidanil per al grup –OH. El nom d'oxan explícitament és mencionat per la IUPAC com inadequat per a aquest propòsit, ja que ja és el nom d'un èter cíclic que també rep el nom de tetrahidropirà.
La forma polaritzada de la molècula d'aigua, H+OH−, també s'anomena hidròxid hidrò (hydron hydroxide) en la nomenclatura IUPAC.
El monòxid de dihidrogen (Dihydrogen monoxide, DHMO) és un nom que rarament es fa servir per a l'aigua. Aquest terme s'ha fer servir en diversos enganys o falses alarmes que deien que era un "producte químic letal" que s'hauria de prohibir. Altres noms sistemàtics per l'aigua inclouen l'àcid hidròxic, àcid hidroxílic, i hidròxid d'hidrogen. Existeixen tant els noms d'àcids com de bases alcalines perquè l'aigua és amfotèrica (capaç de reaccionar tant en un àcid com en un àlcali). Cap d'aquests noms exòtics es fan servir àmpliament.

## Història
La primera descomposició de l'aigua en hidrogen i oxigen per electròlisi l va fer William Nicholson. El 1805, Joseph-Louis Gay-Lussac i Alexander von Humboldt demostraren que l'aigua està composta de dues parts d'hidrogen i una part d'oxigen.
Gilbert Newton Lewis aïllà la primera mostra d'aigua pesant pura el 1933.
Les propietats de l'aigua històricament s'han utilitzat per definir diverses escales de temperatura. Notablement l'escala Kelvin, Celsius, Rankine, i Fahrenheit que ho estaven segons el punt de congelació i d'ebullició de l'aigua. Les escales menys comunes Delisle, Newton, Réaumur i Rømer es van definir de manera similar. El punt triple de l'aigua s'utilitza més comunament com a estàndard en l'actualitat.

## Formes de l'aigua
Com moltes substàncies, l'aigua pot adoptar nombroses formes que es categoritzen com fase de la matèria. La fase líquida és la més comuna entre les fases de l'aigua (dins l'atmosfera de la Terra i la superfície) i és la forma amb la que generalment es denota la paraula "aigua." 
La fase sòlida de l'aigua es coneix amb el nom de gel i comunament pren l'estructura de cristalls amalgamats durs, com els glaçons de gel, o cristalls granulars acumulats lliurement, com és la neu.
La fase gasosa de l'aigua es coneix com a vapor d'aigua, i es caracteritza pel fet que l'aigua assumeix la configuració d'un núvol transparent encara que el vapor visible dels núvols és, de fet, format per diminutes gotes d'aigua en estat líquid suspeses a l'aire.
El quart estat de l'aigua és en forma de fluid supercrític, i és molt menys comú que els altres tres estats i només rarament ocorre en la natura i ho fa en condicions extremadament inhòspites (com en algunes erupcions volcàniques submarines. Quan l'aigua aconsegueix una temperatura crítica i una pressió crítica específiques (647 K i 22,064 MPa), la fase líquida i gasosa es fusionen en una fase fluida homogènia amb les propietats de les dues fases que s'han fusionat. En qualsevol lloc on hi hagi una activitat volcànica submarina per sota d'una fondària de 2,25 km es pot esperar que hi hagi aigua en la fase supercrítica.
L'estàndard de Viena (Vienna Standard Mean Ocean Water) és l'actual estàndard tècnic internacional pels isòtops de l'aigua. En l'aigua que es presenta de manera natural està composta gairebé completament de l'isòtop d'hidrogen sense neutrons proti. Només en 155 ppm (parts per milió) inclou el deuteri que és un isòtop d'hidrogen amb un neutró, i menys de 20 parts per quintilió de triti que en té dos.
L'aigua pesant és un tipus d'aigua amb més proporció de deuteri que la mitjana, fins al 100%. Químicament és similar però no idèntica a l'aigua normal. El deuteri, que és més pesant que el triti, causa notables diferències en l'energia dels enllaços químics. Pel fet que les molècules d'aigua bescanvien àtoms d'hidrogen amb les altres l'òxid de deuteri (DOH) és molt més comú en l'aigua pesant de baixa puresa que el monòxid de dideuteri (D₂O). Els éssers humans generalment no són conscients de les diferències de gust, però de vegades tenen una sensació de cremor o un gust dolç. Les rates, tanmateix, són capaces d'evitar l'aigua pesant per l'olor que aquesta fa. L'aigua pesant és tòxica per a molts animalss, es fa servir en el reactor nuclear industrialment per moderar els neutrons. També hi ha reactors nuclears que utilitzen aigua "lleugera".
Aigua lleugera més específicament es refereix a deuteri empobrit en l'aigua (DDW), o sigui aigua en la qual el contingut de deuteri s'ha abaixat per sota del nivell estàndard de 155ppm. S'ha trobat que l'aigua lleugera (en el sentit d'empobrida de deuteri) és beneficiosa per millorar la supervivència al càncer en rates i ratolins de laboratori i en humans sotmesos a quimioteràpia.

## Física i química

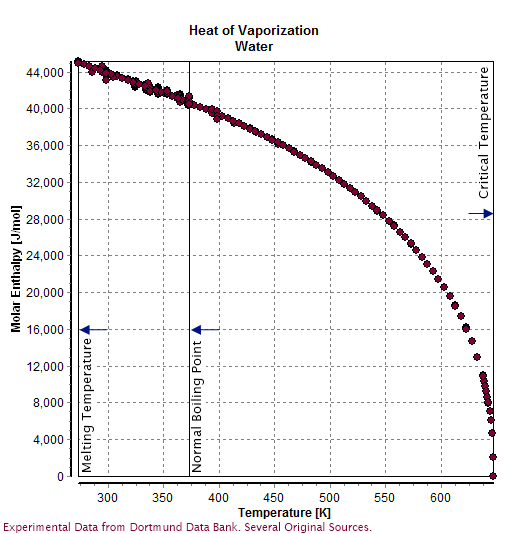
Calor d'evaporització de l'aigua des de la fusió fins a la temperatura crítica

L'aigua és la substància química amb la fórmula química H₂O: una molècula d'aigua té dos àtoms d'hidrogen enllaçats covalentment amb un sol àtom d'oxigen.
L'aigua és un líquid, a les condicions estàndards, té gust i color depenguent en els minerals que tingui l'aigua quan es presenta en petites quantitats però té intrínsecament un lleuger color blau, el gel pur també és incolor i el vapor és essencialment invisible, ja que és un gas.
L'aigua és principalment un líquid sota condicions estàndard, la qual cosa no es prediu d'acord amb les seves relacions amb híbrids anàlegs de la família de l'oxigen dins la taula periòdica dels elements que són gasos com el sulfur d'hidrogen. Els elements que envolten l'oxigen en la taula periòdica, nitrogen, fluor, fòsfor, sofre i clor, tots ells es combinen amb hidrogen per produir gasos en les condicions estàndards. El motiu pel qual l'aigua forma un líquid és perquè l'oxigen és més electronegatiu que tots aquests elements citats anteriorment amb l'excepció del fluor. L'oxigen atrau els electrons amb més força que l'hidrogen resultant en una càrrega neta positiva sobre els àtoms d'hidrogen i una càrrega neta negativa sobre l'àtom d'oxigen. La presència d'una càrrega en cadascun d'aquests àtoms dona a cada molècula d'aigua un moment dipolar. L'atracció elèctrica entre les molècules d'aigua per aquest dipol empeny les molècules individuals a estar molt a prop entre elles, fent més difícil separar-les i, per tant, arribar al punt d'ebullició. Aquesta atracció es coneix amb el nom d'enllaç d'hidrogen. Les molècules d'aigua constantment s'estan movent les unes respecte a les altres, i les enllaços d'hidrogen contínuament es trenquen i refent-se a l'escala de temps de 200 femtosegons. Tanmateix aquest enllaç és prou fort per crear moltes propietats de l'aigua, com les que la fan fonamental per la vida. Es pot descriure l'aigua com líquid d'una molècula polar que es dissocia lleugerament desproporcionadament en ió oxoni i un ió hidròxid associat.
La constant de dissociació per aquesta dissociació se simbolitza com Kw i té un valor d'uns 10−14 a 25 °C.

### Aigua gel i vapor

#### Capacitat calorífica i calor de vaporització i de fusió
| Temperatura (°C) | Hv (kJ/mol) |
| ---------------- | ----------- |
| 0                | 45.054      |
| 25               | 43.99       |
| 40               | 43.35       |
| 60               | 42.482      |
| 80               | 41.585      |
| 100              | 40.657      |
| 120              | 39.684      |
| 140              | 38.643      |
| 160              | 37.518      |
| 180              | 36.304      |
| 200              | 34.962      |
| 220              | 33.468      |
| 240              | 31.809      |
| 260              | 29.93       |
| 280              | 27.795      |
| 300              | 25.3        |
| 320              | 22.297      |
| 340              | 18.502      |
| 360              | 12.966      |
| 374              | 2.066       |

L'aigua té la segona capacitat de calor específica de totes les substàncies conegudes, després de l'amoníac, i també la calor de vaporització (40.65 kJ/mol o 2257 kJ/kg més alt al punt normal d'ebullició); totes dues són el resultat de l'extens enllaç d'hidrogen entre les molècules. Aquestes dues inusuals propietats moderen el clima de la Terra amortint les fluctuacions de la temperatura. D'acord amb Josh Willis, del Laboratori de Propulsió jet de la NASA, els oceans terrestres absorbeixen unes mil vegades més calor que l'aire atmosfèric i sostenen un 80 a 90% del calor de l'escalfament global.
L'entalpia de fusió específica de l'aigua és 333,55 kJ/kg a 0 °C. De les substàncies comunes només l'amoníac la té més alta. Aquesta propietat dona resistència a la fusió del gel de les glaceres i del gel en deriva. Abans de l'invent de la refrigeració mecànica el gel es feia servir per a conservar els aliments.
| Temperatura (°C) | Cp (J/(g•K) at 100 kPa) |
| ---------------- | ----------------------- |
| 0                | 4.2176                  |
| 10               | 4.1921                  |
| 20               | 4.1818                  |
| 30               | 4.1784                  |
| 40               | 4.1785                  |
| 50               | 4.1806                  |
| 60               | 4.1843                  |
| 70               | 4.1895                  |
| 80               | 4.1963                  |
| 90               | 4.205                   |
| 100              | 4.2159                  |

Nota, la capacitat de calor específica del gel a –10 °C és d'uns 2,05 J/(g•K) i la del vapor a 100 °C és 2,080 J/(g•K).

#### Densitat de l'aigua i el gel
| Temp (°C)                                                    | Densitat (kg/m³) |
| ------------------------------------------------------------ | ---------------- |
| +100                                                         | 958.4            |
| +80                                                          | 971.8            |
| +60                                                          | 983.2            |
| +40                                                          | 992.2            |
| +30                                                          | 995.6502         |
| +25                                                          | 997.0479         |
| +22                                                          | 997.7735         |
| +20                                                          | 998.2071         |
| +15                                                          | 999.1026         |
| +10                                                          | 999.7026         |
| +4                                                           | 999.9720         |
| 0                                                            | 999.8395         |
| −10                                                          | 998.117          |
| −20                                                          | 993.547          |
| −30                                                          | 983.854          |
| Els valors sota 0 °C es refereixen a l'aigua sobrerefredada. |                  |

La densitat de l'aigua és aproximadament d'un gram per centímetre cúbic. De manera més precisa això depèn de la temperatura però no de manera linear i és unimodal més que no pas monòtona. Quan es refreda per sota la temperatura d'una habitació l'aigua líquida esdevé més densa, com també fan altres substàncies, just fins que a uns 4 °C, l'aigua pura assoleix la seva màxima densitat i si se segueix refredant s'expandeix i passa a ser menys densa. Aquesta inusual expansió tèrmica s'atribueix a interaccions intermoleculars fortes que depenen de l'orientació i també es troba en la sílice fosa.
La majoria de substàncies sòlides s'enfonsen dins d'un líquid, però un bloc de gel flota per la seva menor densitat. Després de glaçar-se la densitat de l'aigua disminueix en un 9%. La raó d'això és el 'refredament' de vibracions intermoleculars permet que les molècules formin pausadament enllaços d'hidrogen amb les seves veïnes i es bloquegin gradualment a posicions reminescents del sistema hexagonal assolit en la congelació del gel. Com que els enllaços d'hidrogen són més curts en el cristall que en el líquid, aquest efecte de bloqueig redueix el nombre de coordinació mitjana de les molècules. Altres substàncies que s'expandeixen en congelar-se són silici, gal·li, germani, antimoni, bismut, plutoni i altres compostos que formen xarxes de cristalls amb coordinació tetraèdrica.
Només el gel ordinari hexagonal és menys dens que el líquid. Sota increment de la pressió, el gel experimenta un gran nombre de transicions a altres formes al·lotròpiques com el gel amorf d'alta densitat (HDA) i el gel amorf de molt alta densitat (VHDA).
L'aigua també s'expandeix significativament quan la temperatura s'incrementa. La seva densitat disminueix un 4% des del seu valor més alt quan s'acosta al punt d'ebullició.
El punt de fusió del gel és de 0 °C (32 °F, 273 K) a la pressió estàndard, tanmateix l'aigua pura líquida pot ser superefredada ben per sota d'aquesta temperatura sense congelar-se si el líquid no és pertorbat mecànicament. Pot romandre en estat fluid per sota del seu punt de nucleació homogeni d'aproximadament 231 K (−42 °C). El punt de fusió del gel hexagonal ordinari davalla moderadament sota altes pressions moderades, d'uns 0,5C/80 atm, ja que l'energia d'estabilització de l'enllaç d'hidrogen és excedit per la repulsió intermolecular però a mesura que el gel es transforma en els seus estats cristal·lins de gel al·lòtrops per sobre de 209,9 K, el punt de fusió s'incrementa de manera notable amb la pressió arribant a 355 K a 2,216 GPa (punt triple del gel VII).
Cal un significatiu increment de la pressió per abaixar el punt de fusió del gel ordinari, la pressió exercida per un patinador sobre el gel només redueix el seu punt de fusió en aproximadament 0,09 °C.

Aquestes propietats de l'aigua tenen importants conseqüències en el seu paper en l'ecosistema de la terra. L'aigua a temperatura de 4 °C s'acumularà sempre en el fons dels llacs d'aigua dolça, sense que importi la temperatura de l'atmosfera. Com que l'aigua líquida i el gel són mals conductors de la calor (bons aïllants tèrmics) és poc probable que els llacs suficientment profunds es glacin completament fins al fons, excepte si els corrents forts barregen l'aigua calenta i la freda i accelerin el refredament. En temps càlid els trossos de gel floten i es fondran abans que si s'enfonsen dins l'aigua on la fusió pot ser extremadament lenta. Aquest fenomen també ajuda a preservar la vida aquàtica.

#### Densitat de l'aigua salada i del gel

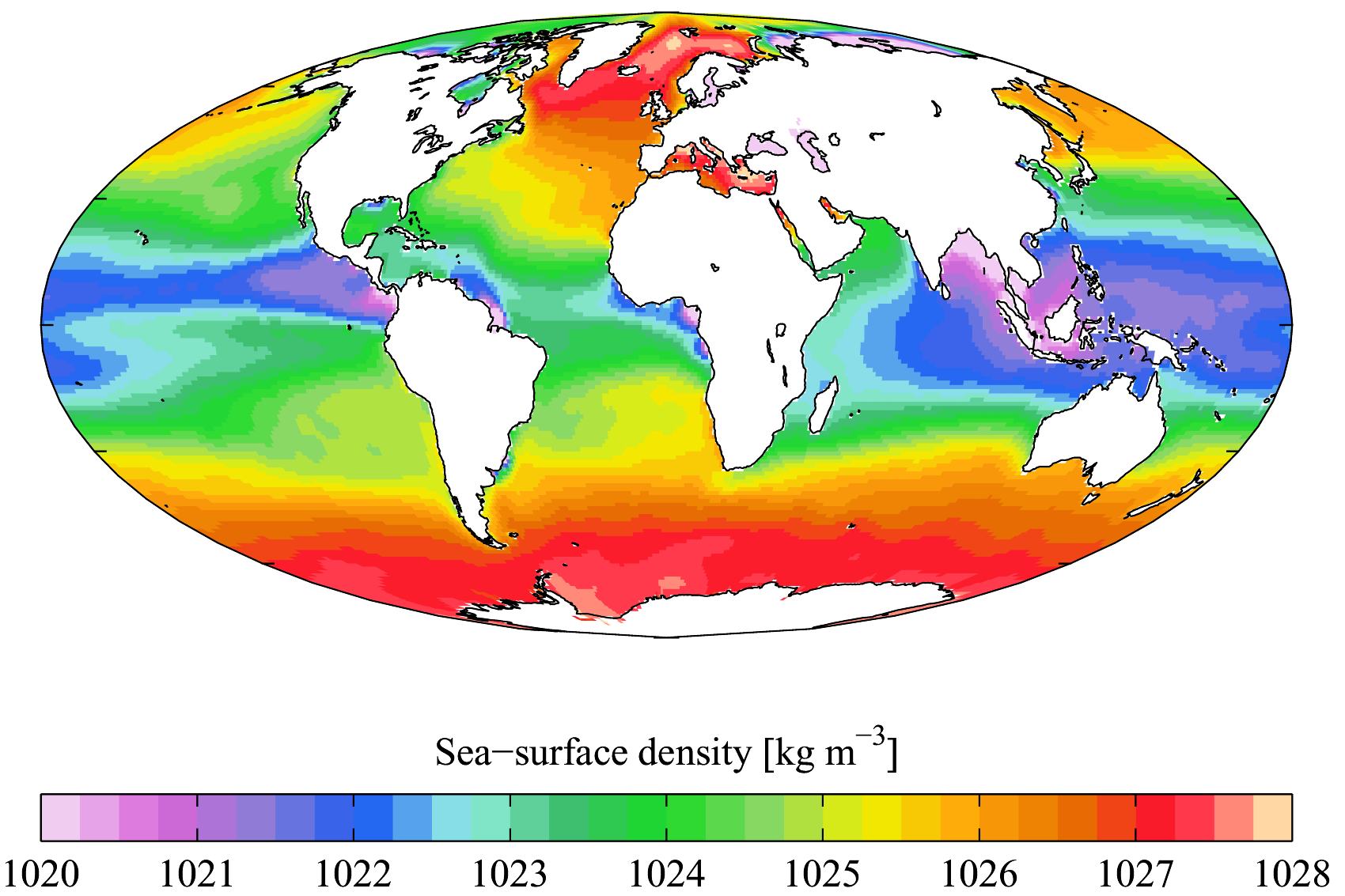
Densitat de la superfície dels oceans (WOA).

La densitat de l'aigua depèn del contingut de sals que té dissolta a més de la temperatura de l'aigua. La sal continguda en els oceans fa baixar 2 °C la temperatura de la seva congelació. L'aigua freda dels oceans propera al seu punt de congelació continua enfonsant-se. Per això en llocs com l'oceà Àrtic els éssers vius, que viuen al fons estan a temperatures de l'aigua 4 °C més fredes que els que viuen als fons de llacs i rius d'aigua dolça a l'hivern.
En climes freds, quan la temperatura de l'aigua dolça arriba a 4 °C, les capes d'aigua prop de la superfície superior amb contacte amb l'aire fred continuen perdent energia calorífica i la seva temperatura cau per sota dels 4 °C. En refredar-se per sota de 4 °C, aquestes capes no s'enfonsen però poden elevar-se, ja que l'aigua dolça té una densitat màxima a 4 °C. Per això la capa d'aigua a 4 °C roman al fons i per sobre es formen capes d'aigua a 3 °C, 2 °C, 1 °C i 0 °C. Com que el gel és mal conductor de la calor, no absorbeix energia calorífica de l'aigua de les aigües sota la capa de gel cosa que impedeix que l'aigua es congeli. Per això els organismes aquàtics poden sobreviure en aquests llocs.
A mesura que la superfície de l'aigua salada comença a glaçar-se (a −1.9 °C per aigua marina de salinitat normal que és del 3,5%) el gel que es forma és essencialment lliure de sal amb una densitat aproximadament igual a la del gel d'aigües dolces. La sal que aquest gel allibera en el seu procés de congelació s'afegeix a la salinitat (salmorra) i afecta la densitat del mar just per sota del gel marí. Aquesta aigua marina més densa s'enfonsa per convecció i el mateix procés afecta l'aigua marina que la substitueix. Això proporciona gel essencialment dolç a −1.9 °C en la superfície. A gran escala el procés de formació d'aquesta salmorra i d'enfonsament de l'aigua més salada va a parar als corrents oceànics (circulació termohalina). Una conseqüència potencial de l'escalfament global és que la pèrdua de gel de l'Àrtic i l'Antàrtic podria fer perdre aquests corrents amb conseqüències greus pel clima.

#### Miscibilitat i condensació

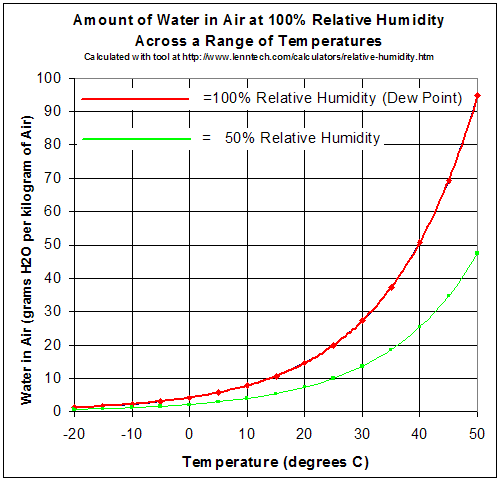
La línia vermella mostra la saturació

L'aigua és miscible amb molts líquids, per exemple amb l'etanol en totes les proporcions, formant un líquid homogeni simple. D'altra banda, l'aigua i la majoria dels olis són immiscibles i normalment formen capes d'acord amb l'increment de la densitat.
Com a gas, el vapor d'aigua és completament miscible amb l'aire. La màxima pressió de vapor que és estable termodinàmicament a una temperatura donada és relativament baixa comparada amb la pressió atmosfèrica total.
Si la pressió parcial (segons la Llei de Dalton) del vapor és directament proporcional a la concentració de molècules d'aigua (segons la Llei de Boyle)i és el 2% de la pressió atmosfèrica i l'aire es refreda des de 25 °C, a 22 °C l'aigua començarà condensar-se cosa que defineix el punt de rosada, es formarà la boira o la rosada.
Si la humitat s'incrementa a temperatura d'una habitació, per exemple en una dutxa o amb un bany amb aigua calenta, i la temperatura es manté, el vapor aviat arriba a la temperatura del canvi de fase i es condensa com petites gotes d'aigua.
En aquest context un gas es diu que està saturat o a 100% d'humitat relativa, quan la pressió de vapor de l'aigua en l'aire està en equilibri amb la pressió de vapor deguda a l'aigua líquida; l'aigua (o el gel, si està prou fred) deixarà de perdre massa per evaporació quan s'exposa a l'aire saturat.
La pressió de vapor de l'aigua per sobre del 100% d'humitat relativa s'anomena supersaturada i pot ocórrer si l'aire és refredat ràpidament, per exemple si puja ràpidament en un corrent ascendent.

#### Pressió de vapor

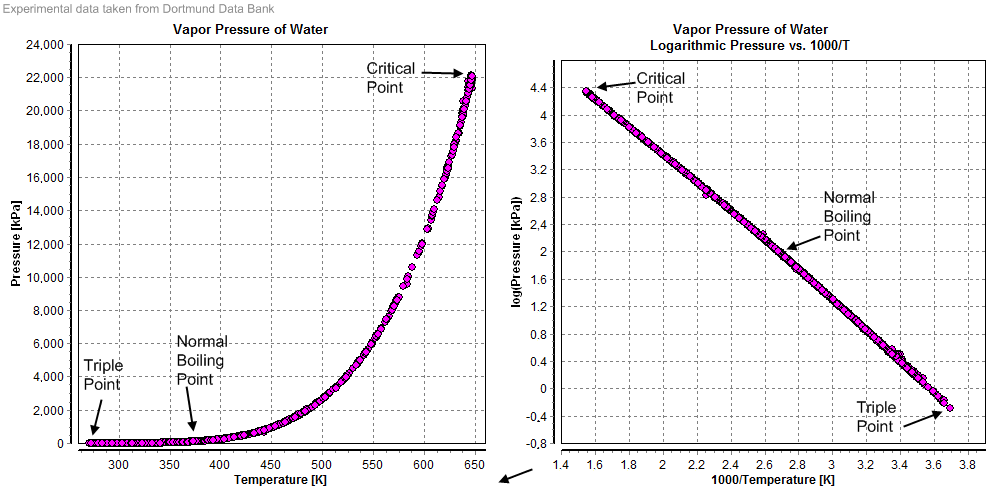
Diagrames de pressió de vapor de l'aigua

#### Compressibilitat
La compressibilitat de l'aigua és una funció de la pressió i la temperatura. A 0 °C, al límit de la pressió zero, la compressibilitat és 5,1e -10u Pa−1. Al límit del zero de pressió la compressibilitat arriba a un mínim de 4,4e-10 u Pa−1 a 45 °C abans d'incrementar-se de nou amb l'increment de la temperatura. A mesura que la pressió augmenta la compressibilitat disminueix, essent 3,9e -10u Pa−1 a 0 °C i 100 MPa.
El mòdul de compressibilitat de l'aigua és 2,2 GPa. La baixa compressibilitat dels no-gasos, i de l'aigua en particular, porta a assumir que són incompressibles. La baixa compressibilitat de l'aigua significa que fins i tot en els oceans profunds, on la pressió a 4 km de fondària és de 40 MPa, només disminueix el volum en un 1,8%.

#### Punt triple
| Fases en equilibri estable             | Pressió   | Temperatura        |
| -------------------------------------- | --------- | ------------------ |
| Aigua líquida, gel Ih, i vapor d'aigua | 611.73 Pa | 273.16 K (0.01 °C) |
| Aigua líquida, gel Ih, i gel III       | 209.9 MPa | 251 K (−22 °C)     |
| Aigua líquida, gel III, i gel V        | 350.1 MPa | −17.0 °C           |
| Aigua líquida,gel V, i gel VI          | 632.4 MPa | 0.16 °C            |
| gel Ih, gel II, i gel III              | 213 MPa   | −35 °C             |
| gel II, gel III, i gel V               | 344 MPa   | −24 °C             |
| gel II, gel V, i gel VI                | 626 MPa   | −70 °C             |

La temperatura i la pressió en la qual l'aigua sòlida, líquida i gasosa coexisteixen en equilibri és anomenat el punt triple de l'aigua. Aquest punt es fa servir per definir les unitats de temperatura (els kèlvins, les unitats del Sistema Internacional d'Unitats (SI) de temperatura termodinàmica i, indirectament, els graus Celsius i fins i tot els Fahrenheit).
Com a conseqüència la temperatura del punt triple és un valor prescrit més que no pas una quantitat mesurada. 

Diagrama de fase de l'aigua: eix Y = Pressió en pascals (10^{n}), eix X = temperatura en kèlvins, S = sòlid, L = líquid, V = vapor, CP = punt crític, TP = Punt triple de l'aigua

 per convenció el punt triple és a temperatura de 273,16 K (0.01 °C) i a pressió de 611,73 Pa.

### Propietats elèctriques

#### Conductivitat elèctrica
L'aigua pura que no conté ions és un excel·lent aïllant elèctric, però fins i tot l'aigua desionitzada no està completament lliure d'ions. L'aigua experimenta una autoionització en el seu estat líquid. Si l'aigua té impureses condueix l'electricitat.
La màxima resistivitat elèctrica de l'aigua és d'uns 182 kΩ•m a 25 °C.
La conductivitat elèctrica de l'aigua s'incrementa significativament amb la solvatació de petites quantitats de material iònic, com per exemple el clorur d'hidrogen o qualsevol sal química.
L'aigua també pot ser electrolitzada a oxigen i hidrogen però en absència d'ions dissolts aquest procés és molt lent. En el gel els principals portadors de càrrega són els protons.

#### Electròlisi
L'aigua es pot dividir en els seus element constituents, oxigen i hidrogen, passant un corrent elèctric a través d'ella. Aquest procés s'anomena electròlisi.

### Constant dielèctrica estàtica
| temperatura /°C | 0    | 10    | 20    | 30    | 40    | 50    | 60    | 70    | 80    | 90   | 100   |
| ε               | 87.9 | 83.95 | 80.18 | 76.58 | 73.18 | 69.88 | 66.76 | 63.78 | 60.93 | 58.2 | 55.58 |

### Polaritat i enllaç d'hidrogen

Model de l'enllaç d'hidrogen entre les molècules d'aigua.

Una important característica de l'aigua és la seva naturalesa de molècula polar. La molècula d'aigua forma un angle amb els àtoms d'hidrogen a les puntes i els àtoms d'oxigen als vèrtexs. L'atracció que proporciona l'enllaç d'hidrogen explica moltes de les propietats de la molècula d'aigua com la seva acció com a solvent
La molècula d'aigua pot formar un màxim de quatre enllaços d'hidrogen, altres molècules que formen enllaços d'hidrogen (per exemple la de metanol) no tenen l'anòmal comportament termodinàmic, cinètic o propietats estructurals que sí que té l'aigua perquè només l'aigua pot formar quatre enllaços d'hidrogen. Una d'aquestes propietats és l'alt punt de fusió i punt d'ebullició de l'aigua.

#### Cohesió i adhesió

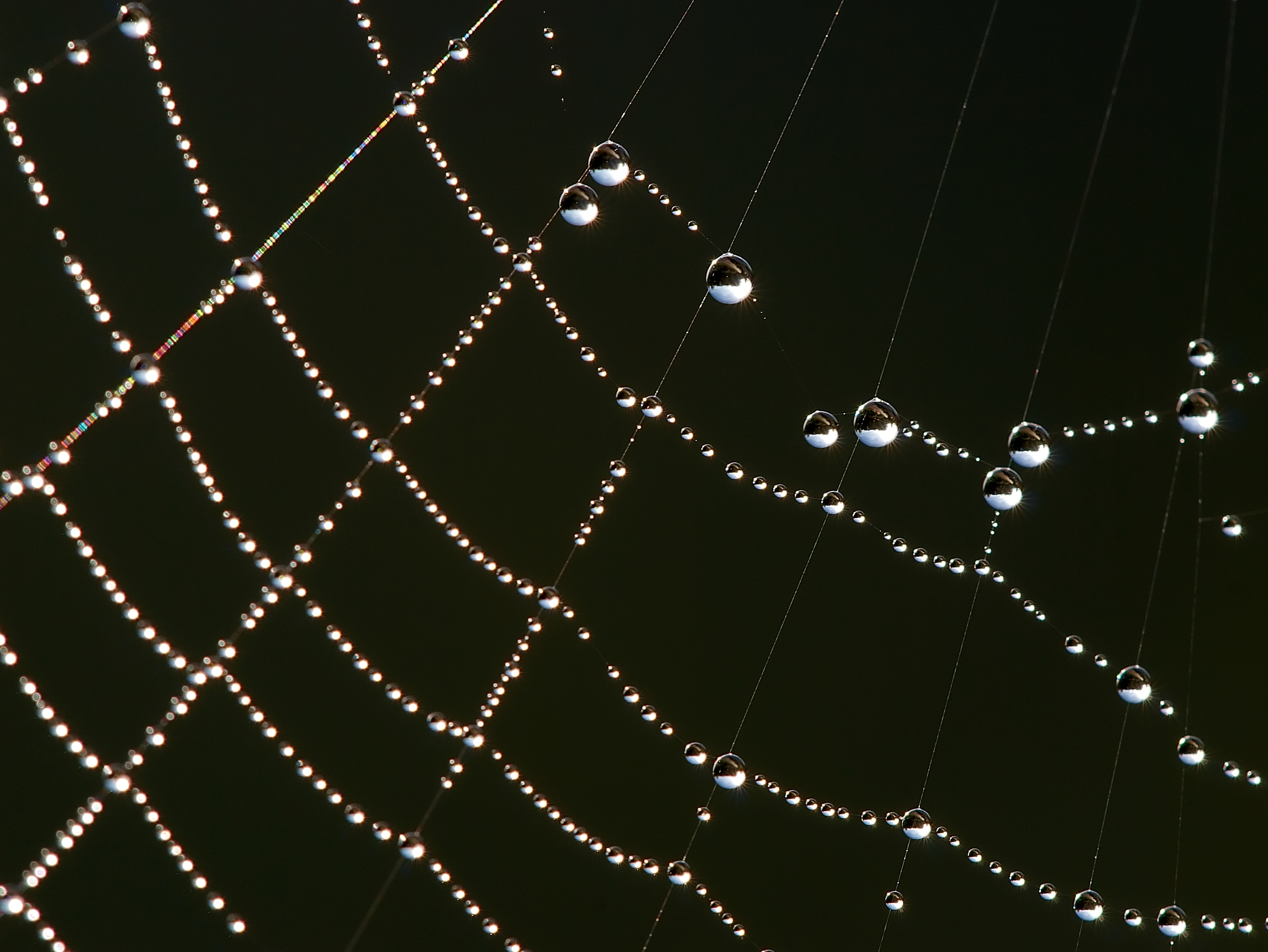
Gotes de rosada adherides a una teranyina

La cohesió química fa que les molècules d'aigua estiguin a prop les unes respecte a les altres per l'acció col·lectiva dels enllaços d'hidrogen.
L'aigua també té alta adhesió per la seva naturalesa polar.
En les cèl·lules biològiques i els orgànuls l'aigua està en contacte amb la superfície de les membranes i de les proteïnes les quals són hidròfiles.

#### Tensió superficial

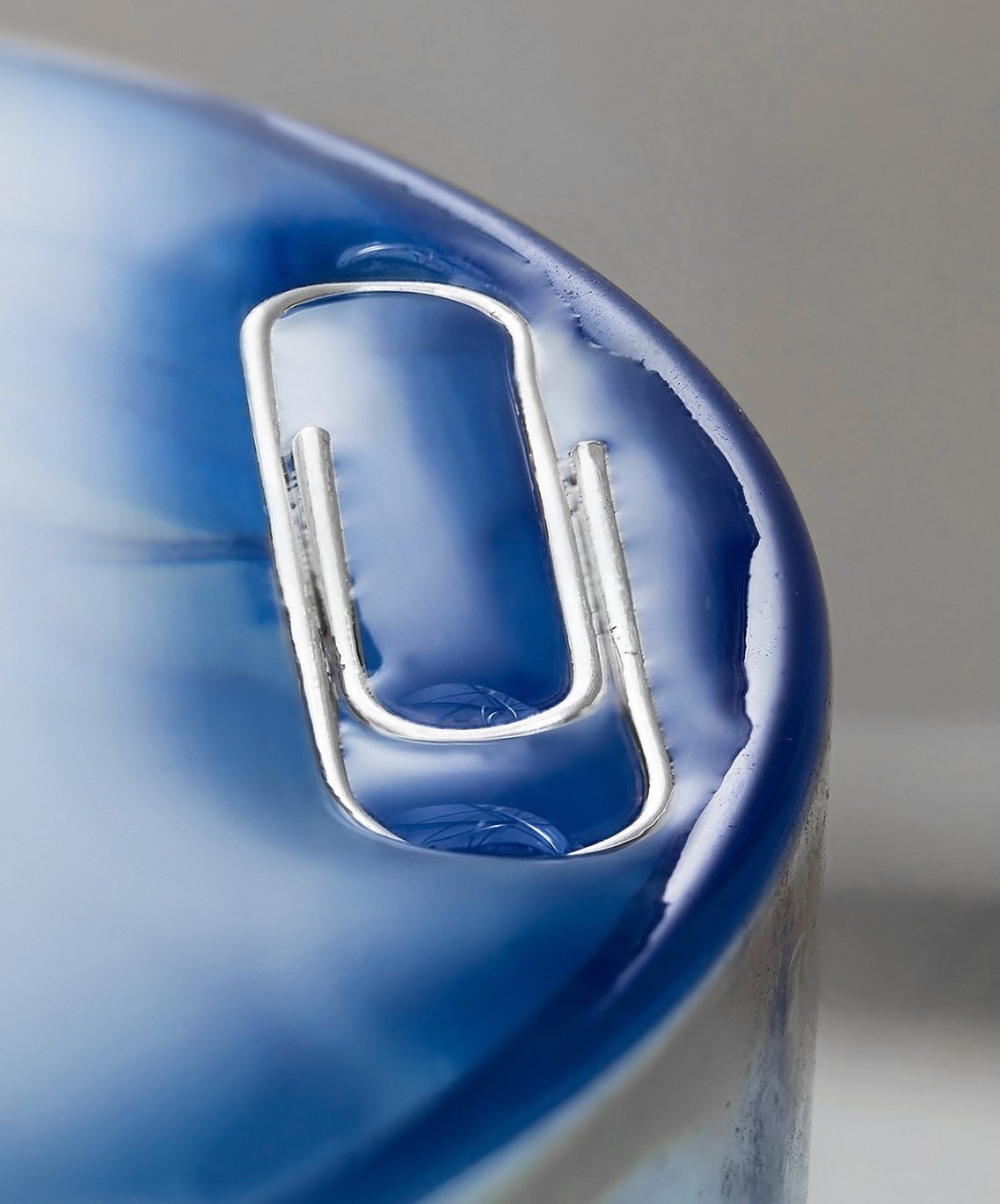
Aquest clip mostra els efectes de la tensió superficial

Dependència de la temperatura de la tensió superficial en aigua pura

L'aigua té una alta tensió superficial de 72,8 mN/m a temperatura ambient, és causada per la cohesió entre molècules, que és la més alta entre els líquids no metàl·lics.
Un altre efecte de la tensió superficial és l'ona de capil·laritat que són les ones superficials que es formen amb l'impacte de les gotes sobre superfícies d'aigua.

#### Acció capil·lar
A causa d'una interacció de les forces d'adhesió i la tensió superficial, l'aigua presenta capil·laritat mitjançant el qual l'aigua s'eleva en un tub estret en comparació amb la força de la gravetat. L'aigua s'adhereix a la paret interior del tub i la tensió superficial tendeix a redreçar la superfície causant un augment de superfície i més aigua s'extreu a través de la cohesió. El procés continua a mesura que l'aigua flueix pel tub fins que hi hagi prou aigua de tal manera que la gravetat equilibra la força d'adhesió.
Tensió superficial i capil·laritat són importants en la biologia. Per exemple, quan l'aigua es porta a través de xilema les tiges de les plantes.

#### L'aigua com a solvent

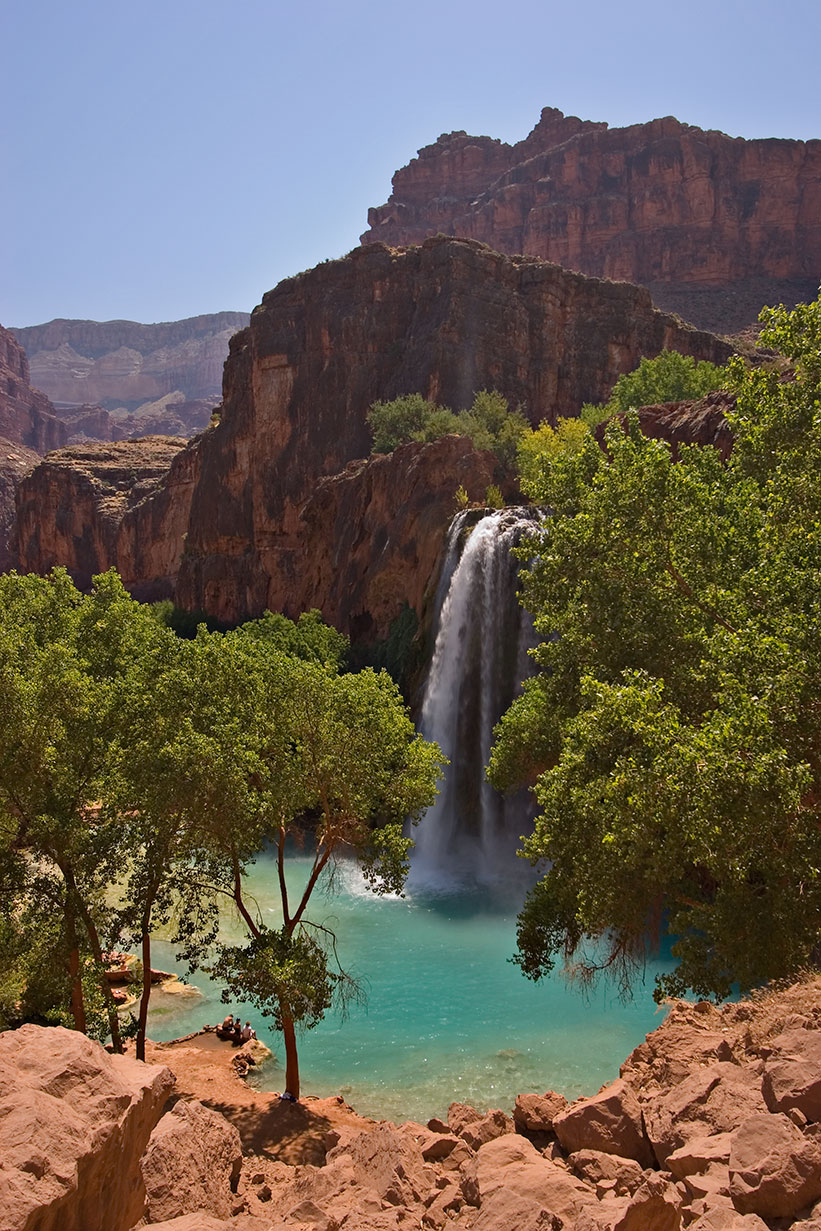
L'aigua de Havasu és de color turquesa pel carbonat de calci col·loidal dissolt.

L'aigua també és un bon solvent degut a la seva polaritat. Les substàncies que es dissolen bé en l'aigua es coneixen sota el nom d'hidròfiles i al contrari són les hidròfobes.

### L'aigua en les reaccions àcid base
Químicament l'aigua és amfotèrica, és a dir que pot actuar tant com un àcid que com una base química en les reaccions químiques. Quan reacciona amb un àcid més fort l'aigua actua com una base; quan reacciona amb una base més forta aleshores actua com un àcid. Per exemple rep un ió protó de l'àcid clorhídric quan aquest es forma: 
HCl (àcid) + H₂O (base) --> H₃O+ + Cl-
L'aigua sovint actua com una base de Lewis en les reaccions amb un àcid de Lewis.
Quan una sal d'un àcid feble o una base feble es dissol en aigua, l'aigua pot hidrolitzar parcialment aquesta sal, produint el corresponent àcid o base cosa que dona a les solucions aquoses de sabó i d'hidròxid sòdic seu pH bàsic.
L'aigua pura té la mateixa concentració d'ions oxoni i d'hidròxid cosa que dona a l'aigua un pH de 7 a 298 K. En la pràctica és molt difícil produir aigua pura. L'aigua exposada a l'aire durant llarg temps dissol el diòxid de carboni i passa a tenir un pH límit d'un 5,7. Per tant, de manera natural l'aigua de pluja és lleugerament àcida. L'anomenadapluja àcida porta dissolts el sofre i el nitrogen de l'aire.
L'aigua conté hidrogen en estat d'oxidació +1 i oxigen en l'estat d'oxidació -2. Per això l'aigua oxida productes químics com els hidrids, metalls alcalins i metalls alcalinoterris (excepte el beril·li) També oxida altres incloent l'alumini però els òxids produïts no són solubles i la reacció s'atura. S'ha de tenir en compte que el rovellat del ferro és una reacció entre el ferro i l'oxigen, dissolt en aigua, no entre el ferro i l'aigua.
L'aigua es pot oxidar a ella mateixa, emetent gas oxigen, però pocs oxidants reaccionen amb l'aigua i gairebé sempre cal catalitzadors

### Geoquímica
L'acció de l'aigua sobre la roca la disgrega i erosiona i també ocorren algunes reaccions químiques resultant-ne la hidratació dels minerals que produeix minerals argilosos i també ocorre quan pren (s'endureix) el ciment Portland.
El gel pot produir compostos clatrats (hidrats clatrats) amb gran varietat de petites molècules dins la seva xarxa cristallina, el més comú és el clatrat de metà que es troba de manera natural en grans quantitat al fons de l'oceà.

### Transparència
L'aigua és relativament transparent en la llum visible, ultraviolada propera i el roig llunyà, però absorbeix la majoria de la llum ultraviolada, llum infraroja i microones.

### Aigua pesant i isotopòlegs
Hi ha diversos isòtops en l'aigua. L'hidrogen de manera natural té tres isòtops. El més comú és (¹H) essent més del 99,98% de l'hidrogen de l'aigua. El segon és el deuteri (símbol químic D o ²H). L'òxid de deuteri també es coneix com aigua pesant. El tercer isòtop és el triti,que és radioactiu.

### Estat de cristall líquid en la zona d'exclusió
Prop de la superfície de substàncies hidròfiles l'aigua existeix com un estat de cristall líquid. Aquest cristall líquid té diverses propietats:
- les molècules d'aigua es troben en moviment constant
- és més estable
- té càrrega negativa
- absorbeix a 270 nm
- és més viscosa que l'aigua líquida
- les molècules estan alineades